# Insigne des équipages

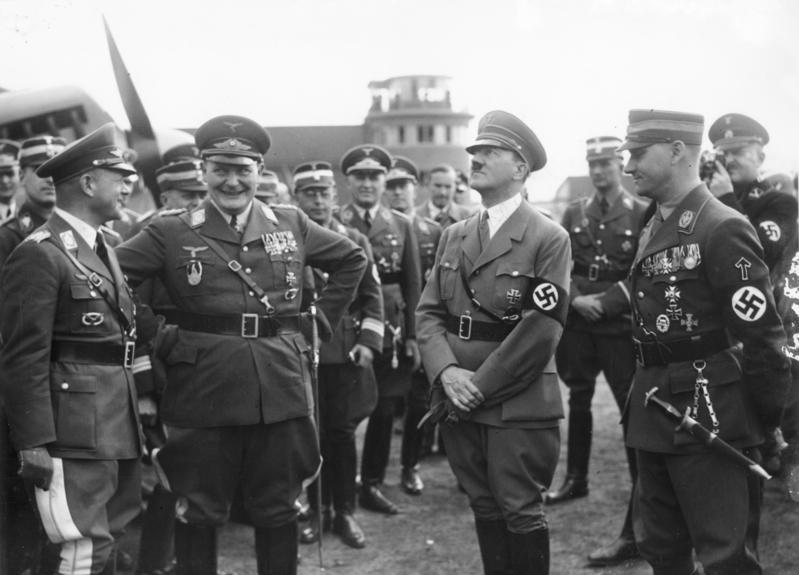
De gauche à droite:
Generalleutnant Erhard Milch, General der Flieger Hermann Goering, Adolf Hitler, SA-Stabschef Viktor Lutze.
Erhard Milch porte l'insigne des équipages sur la poche droite, sous l'aigle de la Luftwaffe.

L'insigne des équipages, (en allemand, Fliegerschaftsabzeichen), est une décoration militaire allemande du Troisième Reich.
Elle aurait été créée officieusement le 19 janvier 1933 pour récompenser les pilotes et les observateurs de la luftwaffe alors que celle-ci était alors encore clandestine. La création officielle date du 19 janvier 1935.

## Attribution
Cet insigne était, à l'origine, attribué clandestinement sous le couvert des associations de sports aériens, il était décerné aux pilotes et aux observateurs ayant contribué à la création de la Luftwaffe.
Peu de temps après sa création officielle, l'insigne a cessa d'être accordé (au mois de novembre 1935) à la suite de la création de l'Insigne de pilote et de l'Insigne d'observateur.

## Description
L'insigne est composé d'une couronne de feuille de laurier à droite et de chêne à gauche, de forme ovale et horizontale, un swastika orne la partie basse.
Le motif au centre représente un aigle prenant son envol, ses ailes dépassent légèrement de la couronne et sa tête est tournée vers la droite.
Il existe aussi une version en tissu brodée de cet insigne.

## Port
L'insigne devait se porter sur la poche droite de la veste, étant donné qu'il ne s'agissait pas d'une distinction officielle puis sur la poche gauche sous la croix de fer (si celle-ci est présente), lorsque la décoration le devint.

## Après-guerre
Conformément à la loi sur les titres, ordres et décorations du 26 juillet 1957, le port de l'Insigne des équipages dans la version du Troisième Reich dans la République fédérale d'Allemagne a été autorisé, à condition que la Svastika (croix gammée) soit enlevée.